# Дорково
 Тази статия е за селото в България.  За селото в Русия вижте Дорково (Русия).  
Дорково е село в Южна България. То се намира в община Ракитово, област Пазарджик.

## География
Село Дорково се намира в планински район, като е заобиколено от красивите горски масиви на Родопите. Разположено е на двата бряга на река Мътница, в североизточната част на Чепинската котловина. Лежи в южните поли на рида Каркария, който е част от Баташката планина.
Най-близкото селище е Костандово (ок. 4500 жит.), намиращо се на 3 km на югозапад. След него е общински център Ракитово (с 8500 жит.). Велинград е на 14 km югоизточно от Дорково.
Водоснабдяването на селото се осъществява чрез каптажите „Цигов чарк“ (ср. дебит 4,5 л/с) и Дуковец (0,6 л/с).

## История
Името на селото вероятно произлиза от гръцката дума δορκάς, „доркас“, която означава дива коза или „доркос“ – сръндак.
Дорково е старо българско село, датиращо от Средновековието. Историята му е свързана с местната крепост Цепина. По време на османското владичество населението приема исляма. Селото е било неблагоустроено, с кални улици, без вода и със схлупени къщи. След Освобождението се преселват много българи от Пазарджишко и Разложко, започват да се издигат тухлени постройки. Изградени са общински дом, читалище, църква и е създадена горска кооперация. През 1930 в селото е прокарано електричество и за пръв път от читалището било чуто радио.
В учебната 1907/1908 година Мануил Попконстантинов отваря първото българско светско училище в Дорково, днес Основно училище „Христо Ботев“. Попконстантинов е първият и единствен учител в първата учебна година.
След 9 септември 1944 селото е благоустроено с водоснабдяване, ново училище, нов читалищен дом, кооперативен дом, асфалтирани са улицата и площадът.

## Население и религия
Най-ранният документ за с. Дорково, с непроменено селищно име, е от 1515 г. и в него са записани 135 християнски домакинства и 5 вдовици, както и 3 мюсюлмански семейства.
Според Стефан Захариев към 1850 г. в селото има 40 помашки къщи и 140 жители-помаци. Според преброяването на населението в Царство България през 1910 година, към 31 декември същата година в Дорково живеят 1284 помаци. След 1912 г. в селото започват да прииждат българи от Пиринска Македония, главно от селата около Разлог и Банско (Годлево, Добринище, Добърско, Горно и Долно Драглище и т.н.), а след това и от Пазарджишкото поле. Данни за населението по области, общини и населени места от преброяването през 2011 г.: общо 1867.
През 1928 г. е построена църквата „Св. Пророк Илия“, представляваща умалено копие на катедралния храм „Св. Александър Невски“ в София.

## Обществени институции
- Кметство село Дорково, Община Ракитово

### Читалище
Местното читалище „Св. св. Кирил и Методий“ е учредено в началото на 1919 г., като отначало се използва кафенето на Тома Цигов. През 1927 г. на читалището е направено освещаване, а през 1928 г. е построена първата му сграда. Тя разполага с библиотека, бюфет и 140 подвижни места. Тази сграда е разрушена на 3 август 1957 г., за да бъде открита новата двуетажна читалищна сграда през декември 1962 г. В новата постройка се помещават киносалон с 300 места, гримьорни, репетиционна зала, модернизирана библиотека. Дворът на читалището заема площ 1850 km2 а самото читалище е с площ 745 km2. Към читалището са сформирани три самодейни състава: ансамбъл „Овчарска песен“, влашката група „Фантъна“ и циганската група „Романо ило“.

### Ансамбъл „Овчарска песен“
През 1971 г. е основан фолклорен ансамбъл „Овчарска песен“ към читалището „Св. св. Кирил и Методий“. Той се състои от оркестър, танцов състав, мъжка певческа група и женска певческа група. Числеността му през годините е различна: към 2004 г. е около 45 души, но някога броят на самодейците е бил 120 души. Инструментите, които ансамбълът използва, са кавал, гайда, тъпан, тарамбука, тамбура.
Членовете на ансамбъла са лауреати от IV и VI Републикански фестивал във Велико Търново. Участва в много издания на Националния събор на българското народно творчество в гр. Копривщица. Носител на „Златна брадва“ от Международен фолклорен фестивал на планинците '89 в Закопане, Полша. През 1990 г. отива на турне във Франция по покана на президента на френската асоциация за фолклор, Жан Рош. Участва на Международния фестивал „Планините на света“ '92 в Бриансон, Франция. Лауреат на фестивали в Крушевац и Левач в Сърбия през 1991 и 1992 г. Мъжката певческа група печели първо място на I национален фестивал на мъжките певчески фолклорни групи в Разлог.

## Културни и природни забележителности

### Крепостта Цепина
Средновековната крепост Цепина се намира северозападно от селото, на висок и скалист конусовиден връх Цепина от рида Къркърия на Баташката планина, с надморска височина 1136 м в североизточния край на Чепинската котловина. До нея се стига по 6-километров асфалтов път. Завладяна от Византийската империя през 11 век, но е освободена при управлението на цар Калоян. Когато Калоян назначава племенника си Алексий Слав за управител в Родопите, Цепина става седалище на владенията на деспота. След убийството на царя през 1207 г., деспот Алексий Слав се обявява за независим.
В периода 1246 – 1254 г. Цепина е владение на никейския император Йоан Дука II Ватаций, но Михаил II Асен успява да си я възвърне. През 1373 г. твърдината е завладяна от османските нашественици.

### Палеонтологично находище
В района на Дорково е открито палеонтологично находище. В м. Илин кладенец са открити фосили на мастодонти (бивни, кътници и др.) на възраст няколко млн. години, което ги прави най-древните открити останки на тези животни в Европа.
Местността е забелязана от български геолози още през 70-те години на 20 век, когато те са търсили находища на полезни изкопаеми. Тя прави впечатление и на геолога Тодор Николов. През 1984 г. е организирана проучвателна експедиция, а през 1985 г. е организирана международна експедиция начело с проф. Ербер Тома от Колеж дьо Франс, която открива части от скелети на мастодонти. По-късно учените съобщават, че в района са живели девет архигрупи бозайници.
Находището е обявено за природна забележителност на 31 януари 1990 г.

## Редовни събития

### Международен фестивал за автентичен фолклор
В Дорково се провежда Международен фестивал за автентичен фолклор, за който идват туристи от Япония, САЩ, Германия и други страни. Провежда се от 1996 г., като от 1999 г. гостуват чуждестранни състави от Гърция, Полша, Молдова, Унгария, Сърбия, Турция, Хърватия, Чехия, Северна Македония, САЩ, Испания, Мексико. През 1999 г. е записан в международния календар на НС на ЦИОФФ – България.

## Личности
Ангел Иванов Пандев е роден в с. Дорково на 19 ноември 1921 г. Завършва гимназия в Пещера. Участва в първата фаза на войната срещу хитлеристка Германия като офицер-школник. Следва Строително инженерство в СУ и е избран за председател на Българския Академичен Земеделски Младежки Съюз-1945 г. След забраната на БЗНС-Н. Петков е въдворен в концлагера „Куциян“. През 1949 г., заедно с брат си Кръстьо и Кръстьо Зарев, емигрират в Гърция и се установява в Париж. Член е на Временното ръководство на БЗНС в чужбина. През 1975 г. се установява в Монреал, Канада. Умира на 11.09.2009 г.